# 米尔茨施泰格
米尔茨施泰格是奥地利施蒂利亚州米尔茨楚施拉格县的一个市镇。总面积108.58平方公里，总人口612人，人口密度5.6人/平方公里（31-12-2005年）。